# Closes i estany del Cortalet
L'estany del Cortalet és una zona humida localitzada al municipi de Castelló d'Empúries d'unes 146 hectàrees de superfície. Consta del mateix estany del Cortalet i d'una parcel·la addicional localitzada al nord, anomenada Les Mollerusses, formada per unes closes i també gestionada com a zona humida, amb làmina d'aigua durant la major part de l'any.
L'Estany del Cortalet és una gran bassa artificial dissenyada i construïda en uns antics prats adjacents al Centre d'Informació del Parc Natural. La seva finalitat principal és facilitar l'observació dels ocells a bona part dels visitants del
Parc, essent el seu interès ecològic bàsicament ornitològic.
La comunitat més abundant a l'espai és el canyissar. S'hi detecta també als marges de l'estany algun hàbitat d'interès comunitari com els prats i jonqueres halòfils mediterranis (Juncetalia maritimi) (codi 1410), els prats de dall de terra baixa (Arrhenatherion) (codi 6510) i les comunitats de Salicornia i altres plantes anuals, colonitzadoresde sòls argilosos o arenosos salins (codi 1310).
La gestió de la làmina d'aigua es realitza a partir de la inundació forçada a través de conduccions d'aigua. Part de l'aigua
que omple l'estany prové de l'EDAR d'Empuriabrava, després d'estabilitzar-se a l'estany Europa. L'espai, que recull la major part dels visitants del Parc natural, es troba equipat per a la freqüentació turística que rep. Presenta diversos itineraris, rètols i aguaits així com, tot i trobar-se fora dels límits de la zona humida, un centre d'informació del Parc.
L'espai forma part del Parc Natural dels Aiguamolls de l'Empordà i s'inclou també dins l'espai del PEIN i la Xarxa Natura 2000 ES0000019 "Aiguamolls de l'Empordà". A més presenta una quarta figura de protecció, la Reserva Natural Integral de "Les Llaunes".